# Биволяне
Биволяне е село в Южна България. То се намира в община Момчилград, област Кърджали.

## География
Село Биволяне се намира в планински район. Намира се на около 18 км североизточно от гр. Момчилград. Намира се в Източните Родопи на около 340м. надморска височина.Релефът е планински, а климатът е умерено-средиземноморски.Характеризира се с мека и  влажна зима и сухо и горещо лято. Селото  се намира на около 6 км. от язовир Студен кладенец. Отстои на около 18 км североизточно от гр. Момчилград, на около 33 км югоизточно от гр. Кърджали, на около 76 км южно от гр. Хасково, на около 127 км югоизточно от гр. Пловдив и на около 296 км в същата посока от столицата София.

## Население
Численост и дял на етническите групи според преброяването на населението през 2011 г.:
|                     | Численост | Дял (в %) |
| Общо                | 180       | 100,00    |
| Българи             | 0         | 0,00      |
| Турци               | 109       | 60,55     |
| Цигани              | 0         | 0,00      |
| Други               | 0         | 0,00      |
| Не се самоопределят | 0         | 0,00      |
| Неотговорили        | 71        | 39,44     |

## Религии
Жителите му са главно алевии (бекташи).

## Културни и природни забележителности
Тюрбе на Елмалъ баба
В селото се намира тюрбето на Елмалъ баба, легендарен бекташки водач. То има специфична композиция без аналог в България. Състои се от две правоъгълни помещения с размери 10,9 x 5,5 m и 4 x 5 m. Те са долепени едно до друго и имат самостоятелни входове. В по-голямото има 6 отделни гроба, за единия от които се смята, че е на Елмалъ баба или че е символичен гроб на имам Хюсеин ибн Али. В по-малкото помещение е разположен символичен гроб на Фатима.
Светилището Харман кая се намира в едноименната местност, на около 2 км североизточно от с. Биволяне. Това е скално изсечено светилище,  разположено около малка пещера и се извисява над речна долина върху укрепено от скали плато. Ранните археологически струпвания на скални фрагменти се отнасят към късноенеолитната епоха. Из цялата площ се забелязват изсечени в скалите съоръжения – помещения, кръгли и трапецовидни ниши, гробници, щерни, концентрични кръгове, наподобяващи слънчев часовник, жертвеници, басейни, стъпала. Във вътрешното свещено пространство се е влизало през процеп между скалите, допълнително обработен като вход и затварян с врата – следите от прага и жлебове са останали до днес. В района на външното свещено пространство са разположени множество жертвени ями, олтари, басейни и основи на помещения. В извисяващите се наоколо скали личат издълбани легла за дървени конструкции, както и трапецовидни ниши и олтари за жертвоприношения. В подножието на Харман кая личат и хилядолетните останки на тракийски град – на улици и площади, на водоеми. Все още неизследван и непознат за повечето туристи, Харман кая завладява с красота и въздействие върху мистичното светоусещане на човека.

## Редовни събития
Всяка година се чества традиционният събор на селото през месец Септември, първата седмица от месеца на съботния ден. Посветен на Елмалъ баба.